# Kaylin Whitney
Kaylin Whitney (9 maart 1998) is een atlete uit de Verenigde Staten van Amerika.

## Loopbaan
In 2014 op de Wereldkampioenschappen junioren behaalt Whitney twee gouden medailles: op de 200 meter en op de 4x100 meter sprint. Op de 100 meter sprint individueel wordt ze derde.
Op de Olympische Zomerspelen van Tokio in 2021 nam Whitney deel aan de 4x400 meter estafette voor vrouwen en aan de 4x400 meter estafette gemengd. Met het gemengde estafette-team liep Whitney naar een bronzen medaille, en met het vrouwen-estafette-team behaalde ze de gouden medaille.

## Persoonlijke records
Outdoor
| Onderdeel | Prestatie | Wind | Plaats                          | Datum      |
| --------- | --------- | ---- | ------------------------------- | ---------- |
| 60 m      | 7,76 s    | +1.9 | AP Ranch, Fort Worth, TX (USA)  | 20.07.2020 |
| 100 m     | 11,10 s   | +0.9 | Eugene, OR (USA)                | 05.07.2014 |
| 200 m     | 22,47 s   | +0.4 | Hayward Field, Eugene, OR (USA) | 28.06.2015 |
| 300 m     | 37,36 m   |      | AP Ranch, Fort Worth, TX (USA)  | 23.07.2020 |
| 400 m     | 50,29 s   |      | Hayward Field, Eugene, OR (USA) | 20.06.2021 |

bijgewerkt september-2021
- World Athletics: 14524719